# Шабановское
Шабановское — село в Северском районе Краснодарского края. Административный центр Шабановского сельского поселения. Название происходит от адыгского имени собственного «Шабан» (адыг. Щэбэн).

## География
Расположено горно-лесной зоне, в верховье реки Шебш, к югу от районного центра — станицы Северской. Названо по горе Шабан.

### Улицы
| - ул. Гагарина, - ул. Заречная, - ул. Кирова, - ул. Котовского, - ул. Лесная, - ул. Мира, - ул. Набережная, | - ул. Некрасова, - ул. Островского, - ул. Петровского, - ул. Подгорная, - ул. Тургенева, - ул. Чкалова, - ул. Школьная. |

## История
Населённый пункт был основан как посёлок Шабано-Тхамахинский в 1869 году.
Ранее на этих землях располагалась станица Тхамахинская, которая была упразднена в 1868 году. В 1865 году атаманом станицы был поручик Герсеванов. В станице был деревянный молитвенный дом в честь иконы Божией Матери всех скорбящих радость, который с упразднением станицы было разрешено продать жителям станицы Ставропольской. Но с образованием в следующем году поселка Шабано-Тхамахинского было решено оставить молитвенный дом для религиозных нужд молдаван.
В документах за 1882 год указывалось, что по реке Шебш располагался Шабановский посёлок, в котором насчитывалось около 47 домов, Тхамахинский посёлок (8 домов), хутор Одобескула (турецко-подданный, табачный плантатор) (1 дом), хутор Норы, жены поселкового учителя, (1 дом), Пихлера, мещанского учителя (1), Ставропольский посёлок (78 домов), Турецко-подданного плантатора Еринова (1 дом), турецко-подданного Николи (1 дом).
В 1902 году в Шабановском поселке была построена церковь в честь Архангела Михаила.

## Население
| 2002 | 2010 |
| ---- | ---- |
| 379  | ↘340 |

## Достопримечательности
- Бюст В. И. Ленина. Выполнен из гипса. Автор С. В. Канкелиди. Установлен перед зданием сельсовета в 1924 году[7].  Считается первым памятником В. И. Ленину на Кубани. Примечательно, что в дате рождения допущена  ошибка.

Бюст В. И. Ленина в селе Шабановском